# 絞り
絞り（しぼり）ないし絞る（しぼる）および搾る（しぼる）とは、固体の物品に圧力を加え、内部の液体ないし気体などの流体を取り出す加工方法のことである。

## 概要
絞りにおいて物品に圧力を加える方法は様々であるが、圧力を加えることで固体を構成する粒子や繊維の間隔を狭めるなどして、この間に保持されている流体を表層へ移動させ、外部へ取り出すことが可能である。
布が水で濡れている場合に、布の両端を逆方向に回転させることで繊維をよじり合わせて引っ張る動作となり、布の体積を減少させ、繊維の間に保持されている水を絞って出すことが可能である。これを空中で行った場合、絞り出された水が一定量を超えると滴り落ちて布から分離する。なお、絞るのを中止すると、布の表面に残った水は再び繊維の隙間に取り込まれる。
タオルや雑巾などでは、水に浸して絞ることで同時に繊維内に入り込んだ液体状や粒子状の汚れを洗い流しながら取り除き、その「汚れ」を相対的に減らすことが可能である。洗濯の場合も洗剤などで汚れが布に再付着することを防ぎつつ溶解させ、水を媒介として汚れを取り除く。ドライクリーニングでは溶剤が使われる。そして最終的に絞り出すことで汚れを布から取り除く。
調理において、食材の水気をとる場合に「絞り」が用いられる。食材によっては、水気を絞ることで苦味や渋みが軽減する。

### 機械要素としての絞り
また「絞る」には「細める」のニュアンスが含まれ、絞り (光学)や可変抵抗器で出力を制限する、あるいは蛇口など弁を閉じる方向で操作することや、オリフィス板などで流量を制限する機能のあることも「絞る」と表現する。そのような制限を行う機能を持つ機構（機械要素）のことは「絞り」ともいう。